# Barri Gòtic
Barri Gòtic (hiszp. Barrio Gótico, pl. Dzielnica Gotycka) – średniowieczna dzielnica w Barcelonie, centrum barcelońskiego Starego Miasta (Ciutat Vella). Rozciąga się pomiędzy wybrzeżem Morza Śródziemnego a rondem Sant Pere oraz między aleją La Rambla i ulicą Via Laietana. 
Zasadniczy skomplikowany układ ulic w dzielnicy oraz większość budynków datuje się na okres średniowiecza (XIII-XV w.), chociaż dzielnica jest dużo starsza, o czym świadczyć mogą znajdujące się tu zabytki z czasów rzymskich, zwłaszcza fragmenty pierwszych murów miejskich z IV w. Swój obecny wygląd zawdzięcza ona odbudowie najbardziej zniszczonych fragmentów i rozległym pracom renowacyjnym które objęły pozostałe obiekty, jakie miały tu miejsce w XIX i częściowo XX w. Większość tego obszaru jest obecnie wyłączona z ruchu kołowego, poza taksówkami i komunikacją miejską. Jest to równocześnie teren, na którym zachowała się największa liczba obiektów z okresu rzymskiego osadnictwa na terenie dzisiejszej Barcelony. W obrębie Barri Gòtic znajduje się również dawna dzielnica żydowska El Call.

## Ważne obiekty
- katedra św. Eulalii
- Bazylika La Mercé
- pozostałości świątyni Augustusa
- kawiarnia Els Quatre Gats
- Pałac Rządu Katalonii

## Metro
Przez dzielnicę przebiegają linie metra L3 i L4. 

## Galeria zdjęć

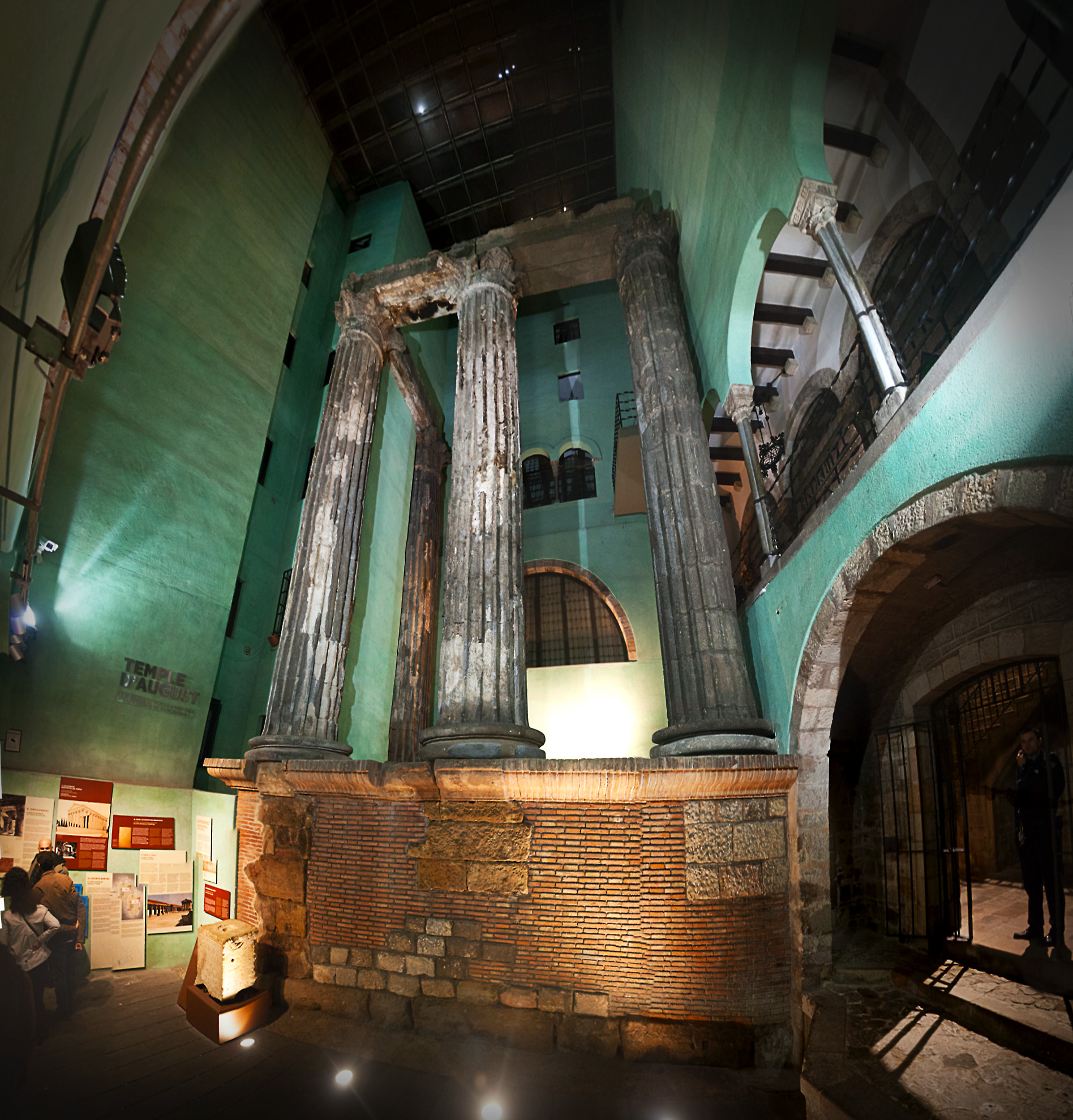
Ruiny świątyni Augustusa (2012)
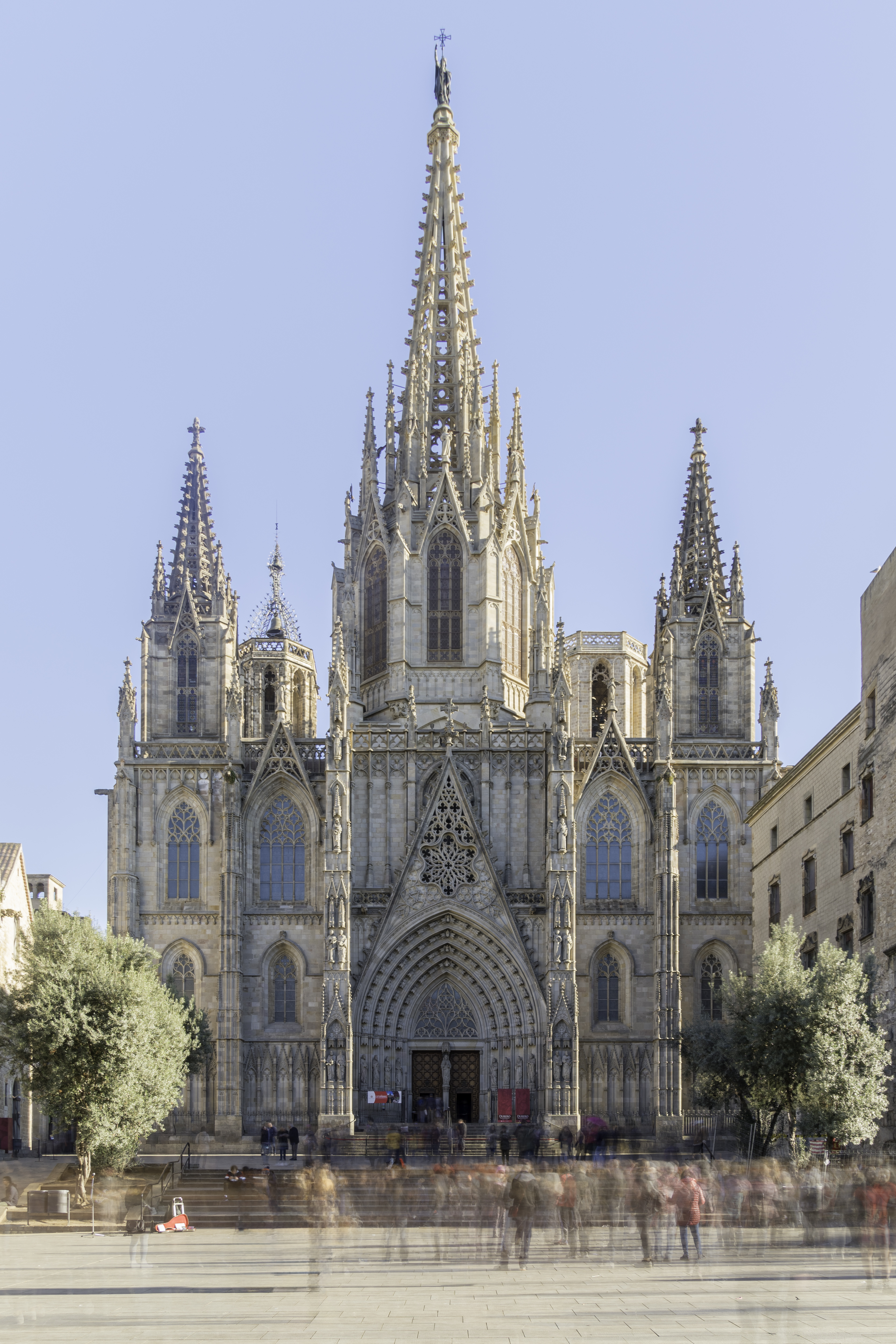
katedra św. Eulalii (2013)
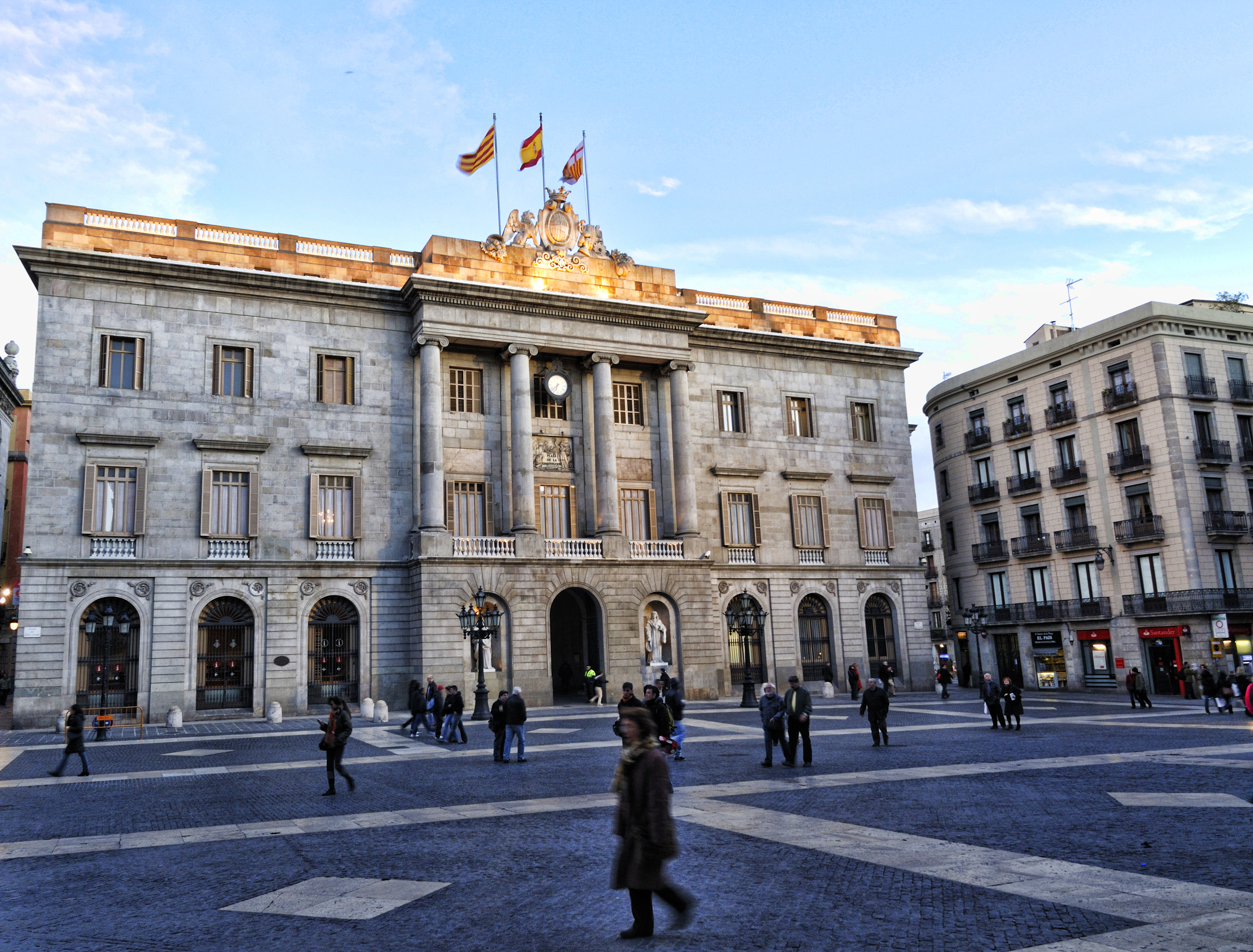
Ratusz w Barcelonie (2009)
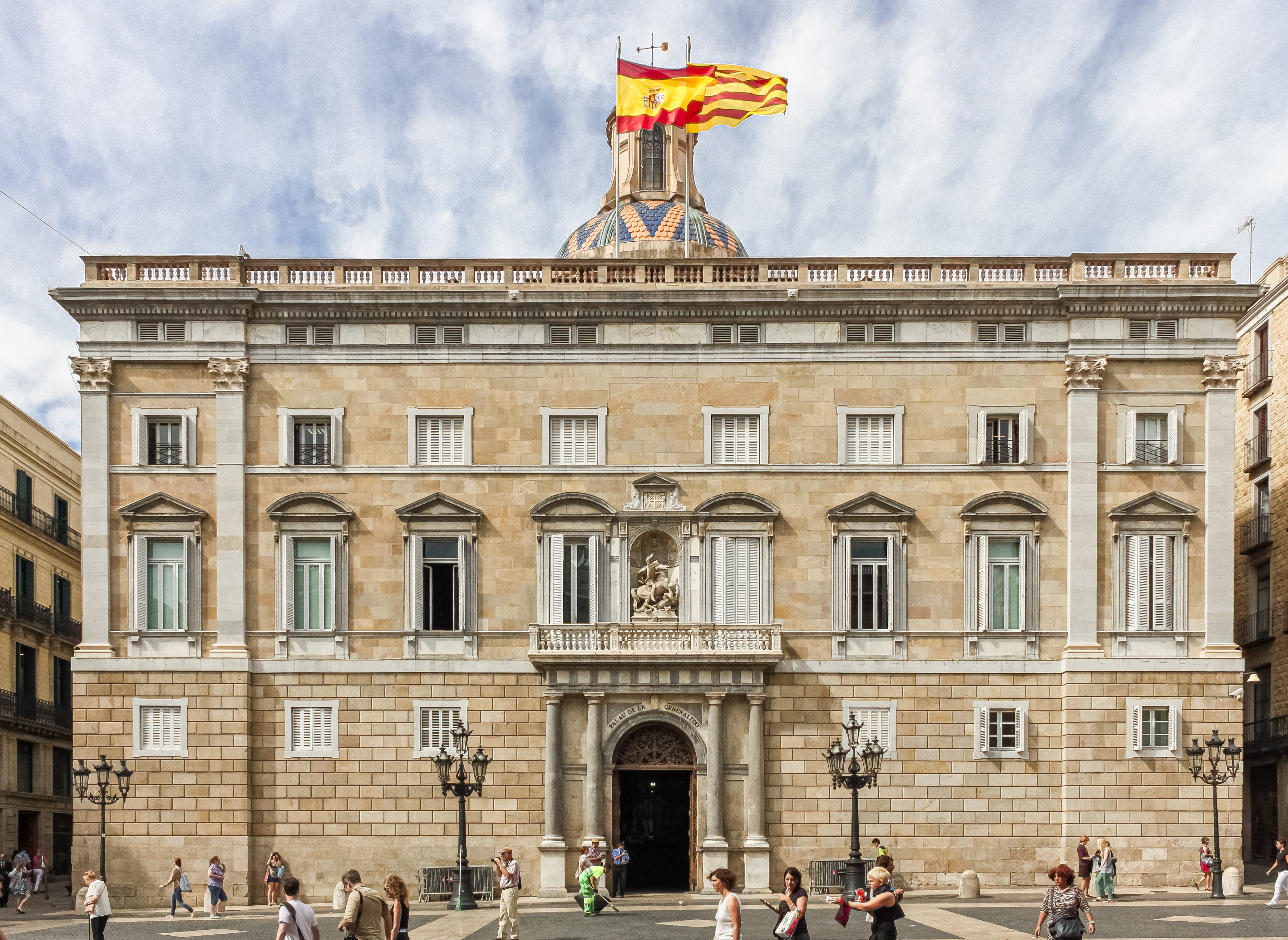
Pałac Rządu Katalonii (2012)
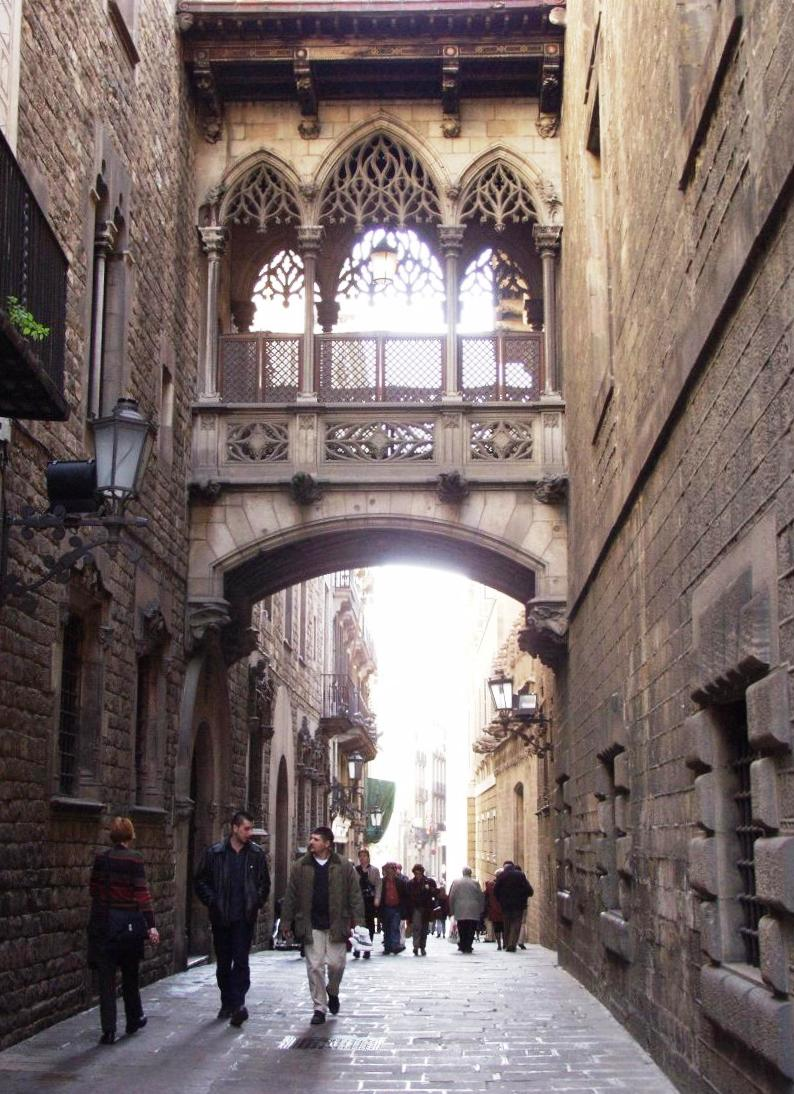
Carrer del Bisbe- typowa uliczka w Barri Gotic (2005)
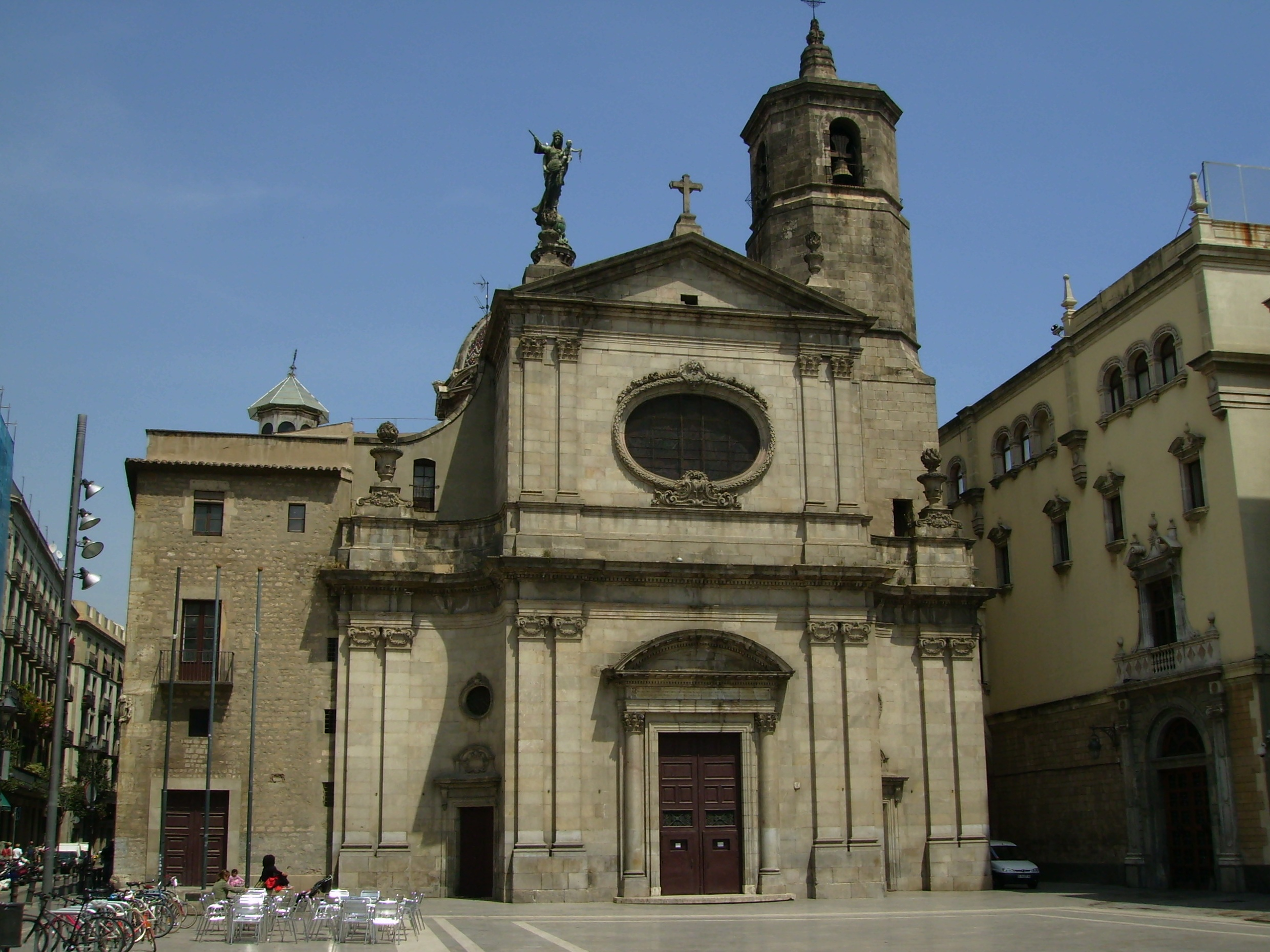
Bazylika La Mercè (2007)
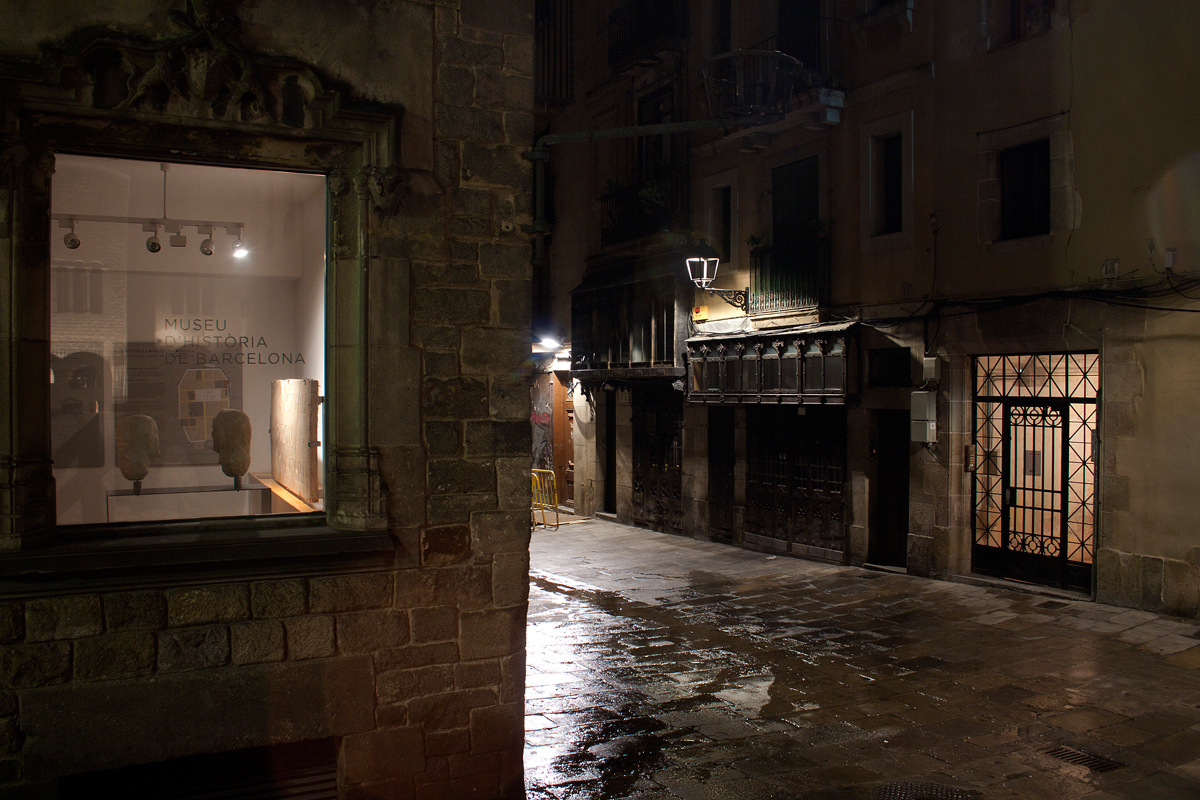
Uliczka w Gotyckiej Dzielnicy (2011)
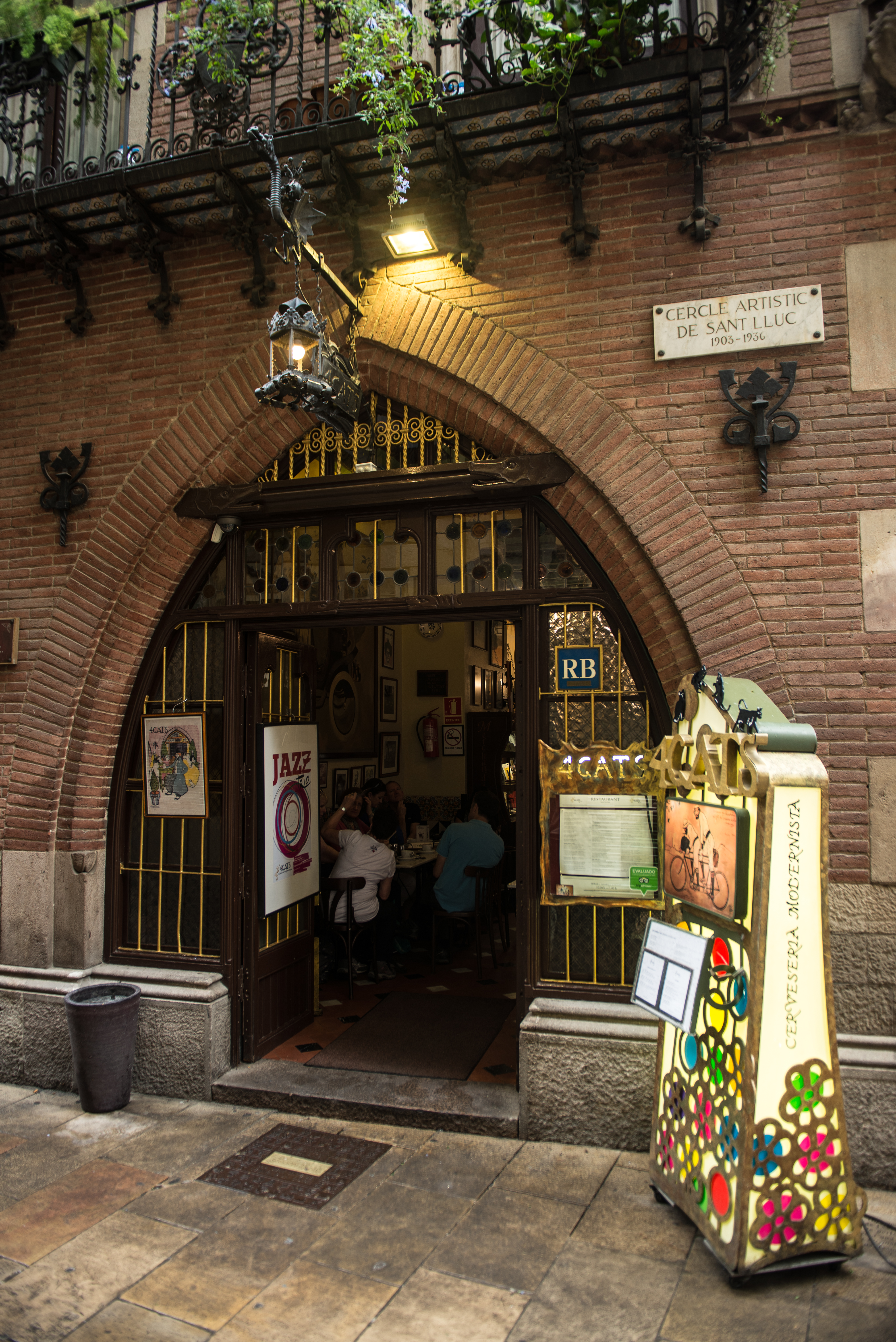
Wejście do kawiarni Els Quatre Gats (2015)